# Juegos Olímpicos de la Juventud de Lausana 2020

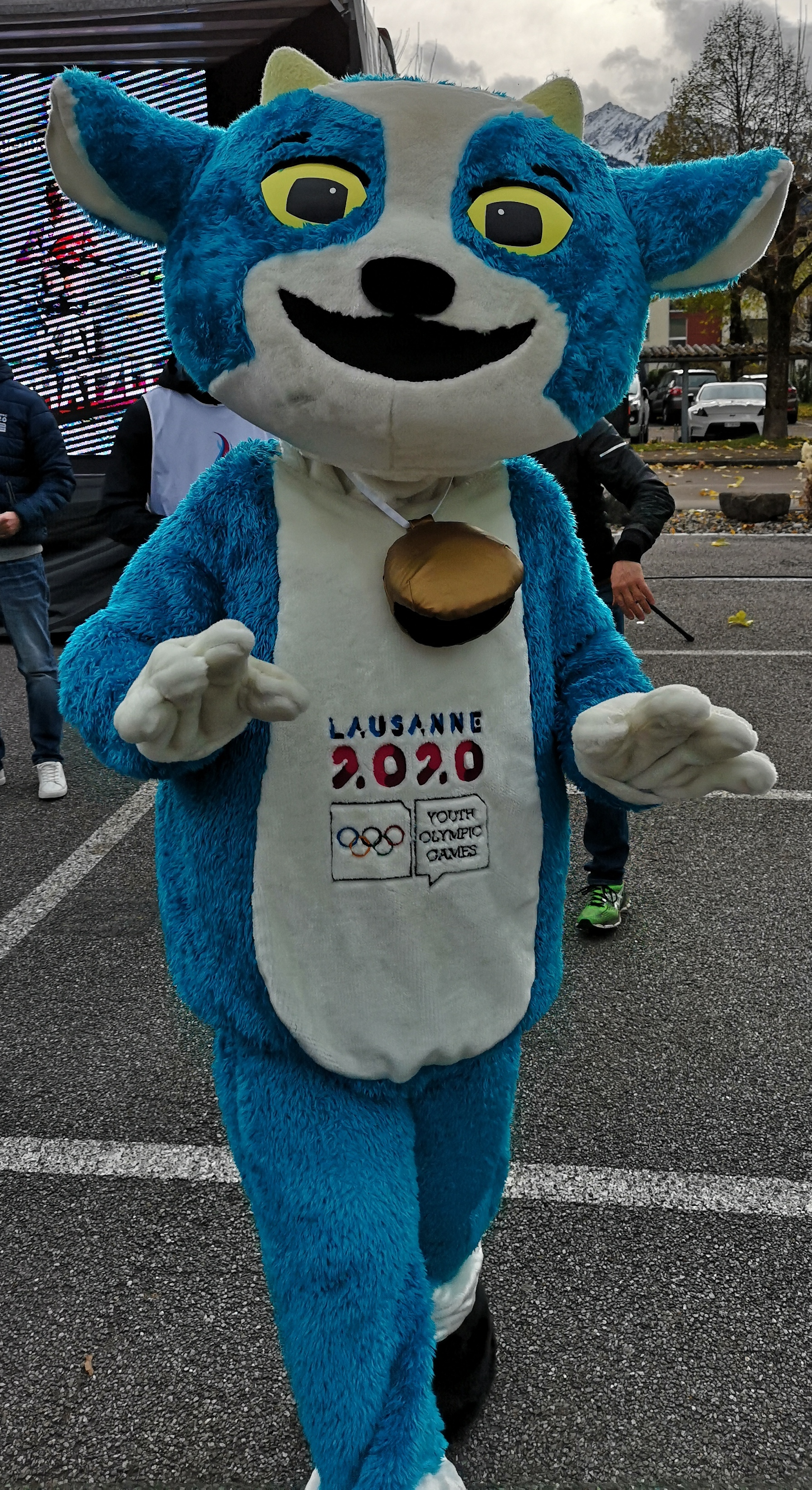
Yodli, mascota oficial de los Juegos.

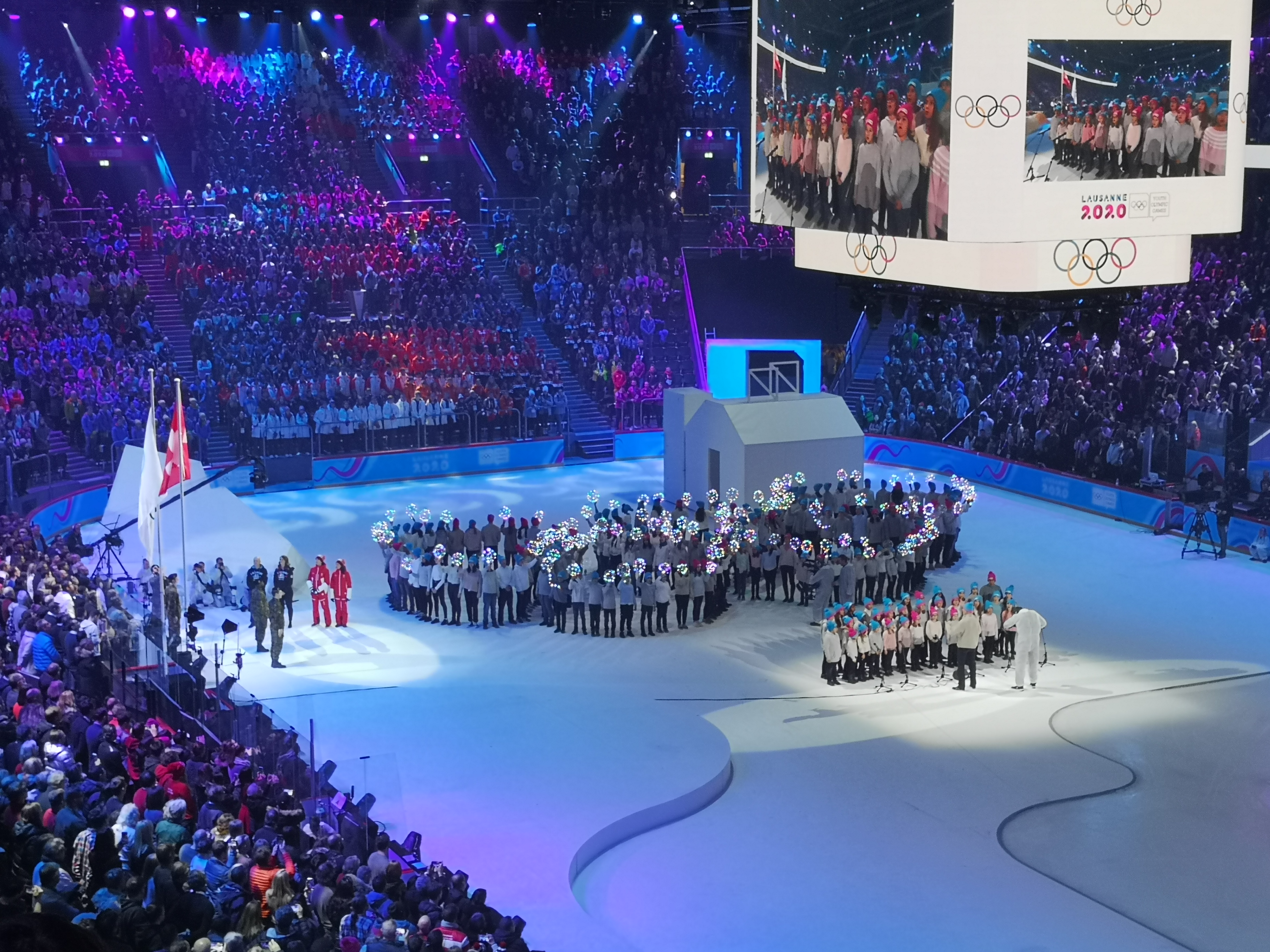
La ceremonia de apertura.

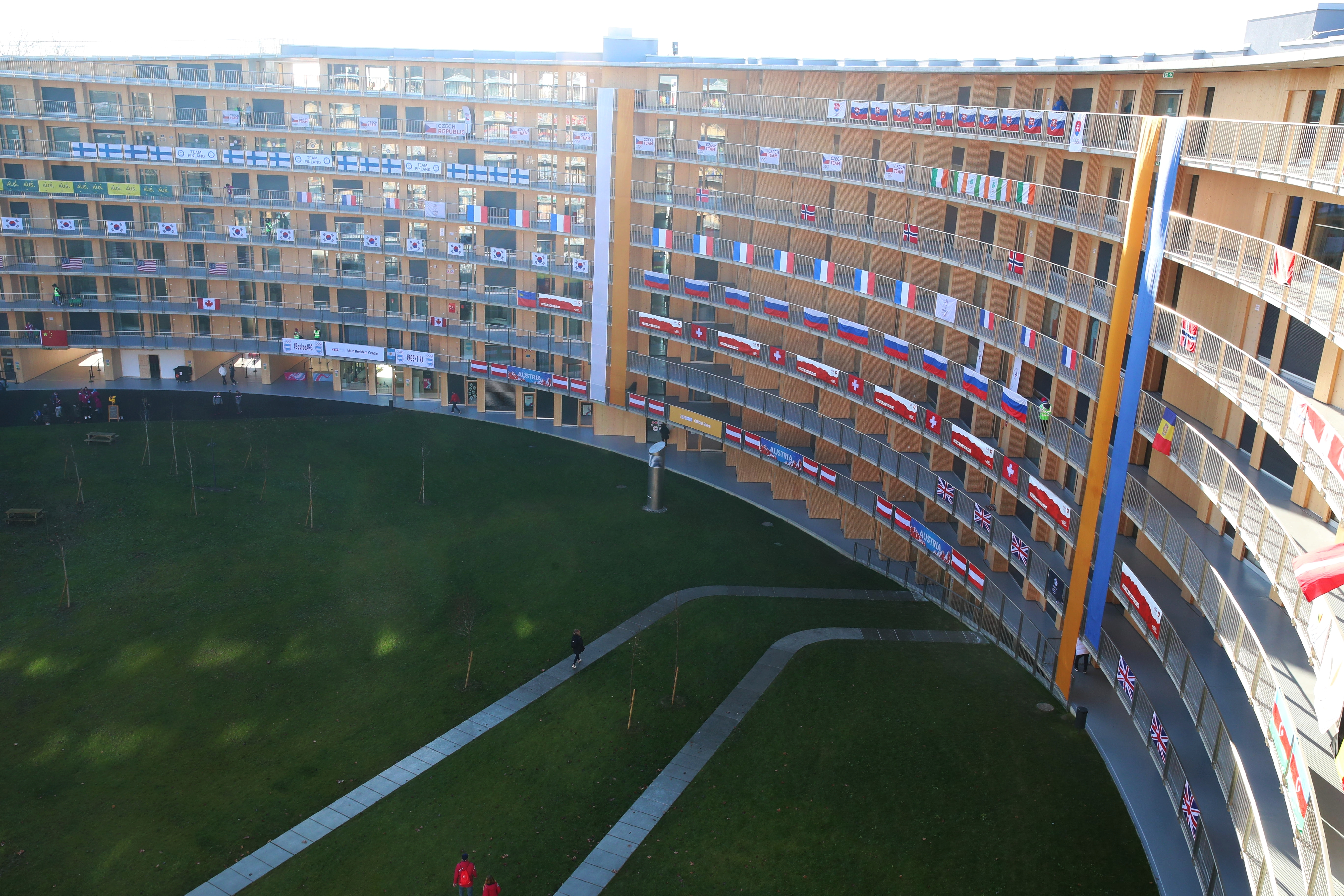
El edificio circular "Vortex" que alberga la Villa Olímpica (que más tarde se convertirá en una residencia de estudiantes).

Los Juegos Olímpicos de la Juventud de Invierno 2020, oficialmente denominados III Juegos Olímpicos de la Juventud de Invierno, fueron un evento multideportivo y festival cultural internacional que se llevó a cabo en Lausana en enero de 2020, siguiendo la tradición de los Juegos Olímpicos durante la XXXII Olimpiada. El 28 de noviembre de 2013, el Comité Olímpico Internacional confirmó dos ciudades aspirantes. La ciudad sede fue elegida el 31 de julio de 2015.

## Calendario
- 2013

6 de junio: El COI invita oficialmente a los CON a presentar sus ciudades.
28 de noviembre: Fecha límite para presentar el nombre de las ciudades aspirantes.
12 de diciembre: Firma del Procedimiento de Candidatura.
- 2014

14-16 de enero: Seminario para ciudades aspirantes 2020 en Lausana.
17 de junio: Entrega de los expedientes de solicitud.
16-28 de agosto: Programa de observadores durante los Nanjing 2014.
2-3 de diciembre: Selección de las ciudades candidatas.
- 2015

19 de febrero: Videoconferencias entre las ciudades candidatas y la Comisión Evaluadora del COI.
31 de julio: Elección de la ciudad sede.

## Ciudades candidatas
El 28 de noviembre de 2013, el Comité Olímpico Internacional anunció las dos ciudades aspirantes:

### Lausana, Suiza
Se confirmó la candidatura el 12 de julio de 2013. Lausana es la sede del Comité Olímpico Internacional y es considerada la Capital Olímpica.

### Brașov, Rumania
Brașov presentó su candidatura en noviembre de 2013. A inicio de 2013, Brașov celebró el Festival Olímpico de la Juventud Europea en su edición invernal.
| 128º Sesión del Comité Olímpico Internacional 31 de julio de 2015, Kuala Lumpur, Malasia |          |          |          |
| Ciudad                                                                                   | Votación | Votación | Votación |
| Lausana (SUI)                                                                            | 71       |          |          |
| Brașov (RUM)                                                                             | 10       |          |          |

## Candidaturas descartadas
- Sofía, Bulgaria
- Lake Placid, Estados Unidos

## Organización

### Lausana
- Vaudoise Aréna - Ceremonias de apertura y clausura, Hockey sobre hielo finales, Patinaje artístico, Pista corta
- Campus de Lausana - Villa olímpica
- Le Flon - Ceremonias de medallas

### Jura
- Prémanon, Francia - Salto en esquí, Biatlón, Combinada nórdica
- Le Brassus - Esquí de fondo

### Alpes
- Leysin - Esquí de estilo libre (Halfpipe, Slopestyle), Snowboard (Halfpipe, Slopestyle)
- Les Diablerets - Esquí alpino
- Villars-sur-Ollon - Ski Cross, Snowboard Cross, Alpinismo
- Champéry - Curling
- St. Moritz - Patinaje de velocidad, Bobsleigh, Skeleton, Luge, Ceremonias de medallas

### Mascota
Yodli, la mascota oficial, fue presentada el 8 de enero de 2019 en CIG de Malley antes del partido entre Lausanne HC y HC Davos. Yodli está inspirado en una combinación de una vaca, un perro San Bernardo y una cabra, y fue creado por ERACOM.

## Países participantes
- Albania (ALB) (1)
- Alemania (GER) (90)
- Andorra (AND) (3)
- Argentina  (ARG) (16)
- Armenia (ARM) (1)
- Australia (AUS) (33)
- Austria (AUT) (63)
- Azerbaiyán (AZE) (1)
- Bélgica (BEL) (9)
- Bielorrusia (BLR) (19)
- Bosnia y Herzegovina (BIH) (9)
- Brasil (BRA) (12)
- Bulgaria (BUL) (18)
- Canadá (CAN) (78)
- Catar (QAT) (1)
- Chile (CHI) (8)
- China (CHN) (53)
- China Taipéi (TPE) (14)
- Chipre (CYP) (1)
- Colombia (COL) (2)
- Corea del Sur (KOR) (40)
- Croacia (CRO) (10)
- Dinamarca (DEN) (26)
- Ecuador (ECU) (1)
- Eslovaquia (SVK) (49)
- Eslovenia (SLO) (39)
- España (ESP) (24)
- Estados Unidos (USA) (96)
- Estonia (EST) (25)
- Filipinas (PHI) (2)
- Finlandia (FIN) (52)
- Francia (FRA) (61)
- Georgia (GEO) (10)
- Grecia (GRE) (12)
- Haití (HAI) (1)
- Hong Kong (HKG) (4)
- Hungría (HUN) (23)
- Irán (IRI) (6)
- Irlanda (IRL) (2)
- Islandia (ISL) (4)
- Israel (ISR) (3)
- Italia (ITA) (67)
- Japón (JPN) (72)
- Kazajistán (KAZ) (26)
- Kirguistán (KGZ) (2)
- Kosovo (KOS) (2)
- Letonia (LAT) (30)
- Líbano (LBN) (3)
- Liechtenstein (LIE) (5)
- Lituania (LTU) (15)
- Luxemburgo (LUX) (4)
- Macedonia del Norte (MKD) (5)
- Malasia (MAS) (2)
- México (MEX) (7)
- Moldavia (MDA) (5)
- Mongolia (MGL) (6)
- Montenegro (MNE) (2)
- Noruega (NOR) (55)
- Nueva Zelanda (NZL) (20)
- Países Bajos (NED) (15)
- Pakistán (PAK) (1)
- Polonia (POL) (45)
- Portugal (POR) (2)
- Reino Unido (GBR) (28)
- República Checa (CZE) (74)
- Rumania (ROU) (35)
- Rusia (RUS) (106)
- San Marino (SMR) (1)
- Serbia (SRB) (6)
- Singapur (SGP) (3)
- Sudáfrica (RSA) (2)
- Suecia (SWE) (51)
- Suiza (SUI) (112)
- Tailandia (THA) (5)
- Trinidad y Tobago (TTO) (1)
- Turkmenistán (TKM) (1)
- Turquía (TUR) (14)
- Ucrania (UKR) (39)
- Uzbekistán (UZB) (1)

## Deportes
| - Esquí alpino (9) - Biatlón (6) - Bobsleigh (2) - Curling (2) | - Hockey sobre Hielo (4) - Luge (5) - Combinada nórdica (2) - Salto de esquí (2) | - Snowboarding (9) - Patinaje de velocidad (7) - Patinaje artístico (5) - Skeleton (2) | - Esquí acrobático (8) - Esquí de fondo (6) - Esquí de travesía (5) - Patinaje de velocidad sobre pista corta (5) |

### Calendario
| CA | Ceremonia de apertura | ● | Eventos de competición | 1 | Eventos finales | GE | Gala de exhibición | CC | Ceremonia de clausura |

| Enero                                   | 9 Jue | 10 Vie | 11 Sáb | 12 Dom | 13 Lun | 14 Mar | 15 Mié | 16 Jue | 17 Vie | 18 Sáb | 19 Dom | 20 Lun | 21 Mar | 22 Mié | Eventos |
| --------------------------------------- | ----- | ------ | ------ | ------ | ------ | ------ | ------ | ------ | ------ | ------ | ------ | ------ | ------ | ------ | ------- |
| Ceremonias                              | CA    |        |        |        |        |        |        |        |        |        |        |        |        | CC     |         |
| Esquí alpino                            |       | 2      | 2      | 1      | 1      | 2      | 1      |        |        |        |        |        |        |        | 9       |
| Biatlón                                 |       |        | 2      | 1      |        | 2      | 1      |        |        |        |        |        |        |        | 6       |
| Bobsleigh                               |       |        |        |        |        |        |        |        |        |        | 1      | 1      |        |        | 2       |
| Esquí de fondo                          |       |        |        |        |        |        |        |        |        | 2      | 2      |        | 2      |        | 6       |
| Curling                                 |       | ●      | ●      | ●      | ●      | ●      | ●      | 1      |        | ●      | ●      | ●      | ●      | 1      | 2       |
| Patinaje artístico sobre hielo          |       | ●      | ●      | 2      | 2      |        | 1      |        |        |        |        |        |        |        | 5       |
| Esquí acrobático                        |       |        |        |        |        |        |        |        |        | 1      | 3      | 2      | ●      | 2      | 8       |
| Hockey sobre hielo                      |       | ●      | ●      | ●      | ●      | ●      | 2      |        | ●      | ●      | ●      | ●      | 1      | 1      | 4       |
| Luge                                    |       |        |        |        |        |        |        |        | 2      | 2      |        | 1      |        |        | 5       |
| Combinada nórdica                       |       |        |        |        |        |        |        |        |        | 2      |        | 1      |        | 1      | 4       |
| Patinaje de velocidad sobre pista corta |       |        |        |        |        |        |        |        |        | 2      |        | 2      |        | 1      | 5       |
| Skeleton                                |       |        |        |        |        |        |        |        |        |        | 1      | 1      |        |        | 2       |
| Salto de esquí                          |       |        |        |        |        |        |        |        |        |        | 2      |        |        |        | 2       |
| Esquí de travesía                       |       | 2      |        |        | 2      | 1      |        |        |        |        |        |        |        |        | 5       |
| Snowboarding                            |       |        |        |        |        |        |        |        |        | 1      | 1      | 2      | 3      | 2      | 9       |
| Patinaje de velocidad sobre hielo       |       |        |        | 2      | 2      |        | 1      | 2      |        |        |        |        |        |        | 7       |
| Total de eventos                        |       | 4      | 4      | 6      | 7      | 5      | 6      | 3      | 2      | 10     | 10     | 10     | 6      | 8      | 81      |
| Total acumulado                         |       | 4      | 4      | 6      | 7      | 5      | 6      | 3      | 2      | 10     | 10     | 10     | 6      | 8      | 81      |
| Enero                                   | 9 Jue | 10 Vie | 11 Sáb | 12 Dom | 13 Lun | 14 Mar | 15 Mié | 16 Jue | 17 Vie | 18 Sáb | 19 Dom | 20 Lun | 21 Mar | 22 Mié | Eventos |

### Medallero
País organizador (Suiza)
| Núm.  | País                                           | Oro | Plata | Bronce | Total |
| ----- | ---------------------------------------------- | --- | ----- | ------ | ----- |
| 1     | Rusia (RUS)                                    | 10  | 11    | 8      | 29    |
| 2     | Suiza (SUI)                                    | 10  | 6     | 8      | 24    |
| 3     | Japón (JPN)                                    | 9   | 7     | 1      | 17    |
| —     | Equipos mixtos de Comités Olímpicos Nacionales | 6   | 6     | 6      | 18    |
| 4     | Suecia (SWE)                                   | 6   | 4     | 7      | 17    |
| 5     | Austria (AUT)                                  | 6   | 2     | 5      | 13    |
| 6     | Alemania (GER)                                 | 5   | 7     | 6      | 18    |
| 7     | Corea del Sur (KOR)                            | 5   | 3     | 0      | 8     |
| 8     | Noruega (NOR)                                  | 4   | 2     | 3      | 9     |
| 9     | China (CHN)                                    | 3   | 3     | 4      | 10    |
| 10    | Francia (FRA)                                  | 2   | 5     | 5      | 12    |
| 11    | Estados Unidos (USA)                           | 2   | 3     | 6      | 11    |
| 12    | Italia (ITA)                                   | 2   | 3     | 3      | 8     |
| 13    | Países Bajos (NED)                             | 2   | 2     | 1      | 5     |
| 14    | Rumania (ROU)                                  | 2   | 0     | 0      | 2     |
| 15    | Canadá (CAN)                                   | 1   | 2     | 5      | 8     |
| 16    | Letonia (LAT)                                  | 1   | 2     | 2      | 5     |
| 17    | República Checa (CZE)                          | 1   | 2     | 1      | 4     |
| 18    | Finlandia (FIN)                                | 1   | 2     | 0      | 3     |
| 19    | España (ESP)                                   | 1   | 1     | 3      | 5     |
| 20    | Australia (AUS)                                | 1   | 0     | 0      | 1     |
| 20    | Bélgica (BEL)                                  | 1   | 0     | 0      | 1     |
| 20    | Estonia (EST)                                  | 1   | 0     | 0      | 1     |
| 20    | Polonia (POL)                                  | 1   | 0     | 0      | 1     |
| 24    | Eslovenia (SLO)                                | 0   | 2     | 0      | 2     |
| 25    | Israel (ISR)                                   | 0   | 1     | 1      | 2     |
| 25    | Eslovaquia (SVK)                               | 0   | 1     | 1      | 2     |
| 27    | Colombia (COL)                                 | 0   | 1     | 0      | 1     |
| 27    | Reino Unido (GBR)                              | 0   | 1     | 0      | 1     |
| 29    | Bielorrusia (BLR)                              | 0   | 0     | 1      | 1     |
| 29    | Georgia (GEO)                                  | 0   | 0     | 1      | 1     |
| 29    | Liechtenstein (LIE)                            | 0   | 0     | 1      | 1     |
| 29    | Nueva Zelanda (NZL)                            | 0   | 0     | 1      | 1     |
| 29    | Ucrania (UKR)                                  | 0   | 0     | 1      | 1     |
| Total | Total                                          | 83  | 79    | 81     | 243   |

## Transmisión
- Armenia: ARMTV
- Argentina: TPA
- Asiático: Dentsu
- Australia: Seven Network
- Alemania: ARD, ZDF
- Brasil: Grupo Globo
- Bolivia: Bolivision[9]
- Canadá: CBC, TSN, Telelatino
- Caribe: SportMax
- Corea del Norte: KCTV
- Corea del Sur: SBS
- Chile: Chilevisión
- Colombia: Caracol, RCN
- Costa Rica:Repretel
- Cuba: ICRT
- Ecuador: RTS, TVC
- España: RTVE
- Estados Unidos: Canal Olímpico
- Francia: TF1, Canal+
- Filipinas: ABS-CBN
- Hungría: MTVA
- Haití: HNTV
- Italia: RAI
- Indonesia: RCTI
- Irán: IRIB
- Japón: NHK
- Kazajistán: KATV
- Kirguistán: Kyrgyz Television
- Líbano: Télé Liban
- Malasia: Media Prima
- Mundo Árabe: beIN Sports
- México: Claro Sports
- Perú: ATV, Global
- Rusia: VGTRK
- Reino Unido: BBC, Eurosport
- África subsahariana: Econet Global
- Singapur: Mediacorp
- Sudáfrica: SABC
- Tailandia: TPT
- Unión Europea: Discovery, Eurosport
- Ucrania: UA:PBC
- Hispanoamérica: DirecTV
- Venezuela: TVes